# Irina Čeluškina

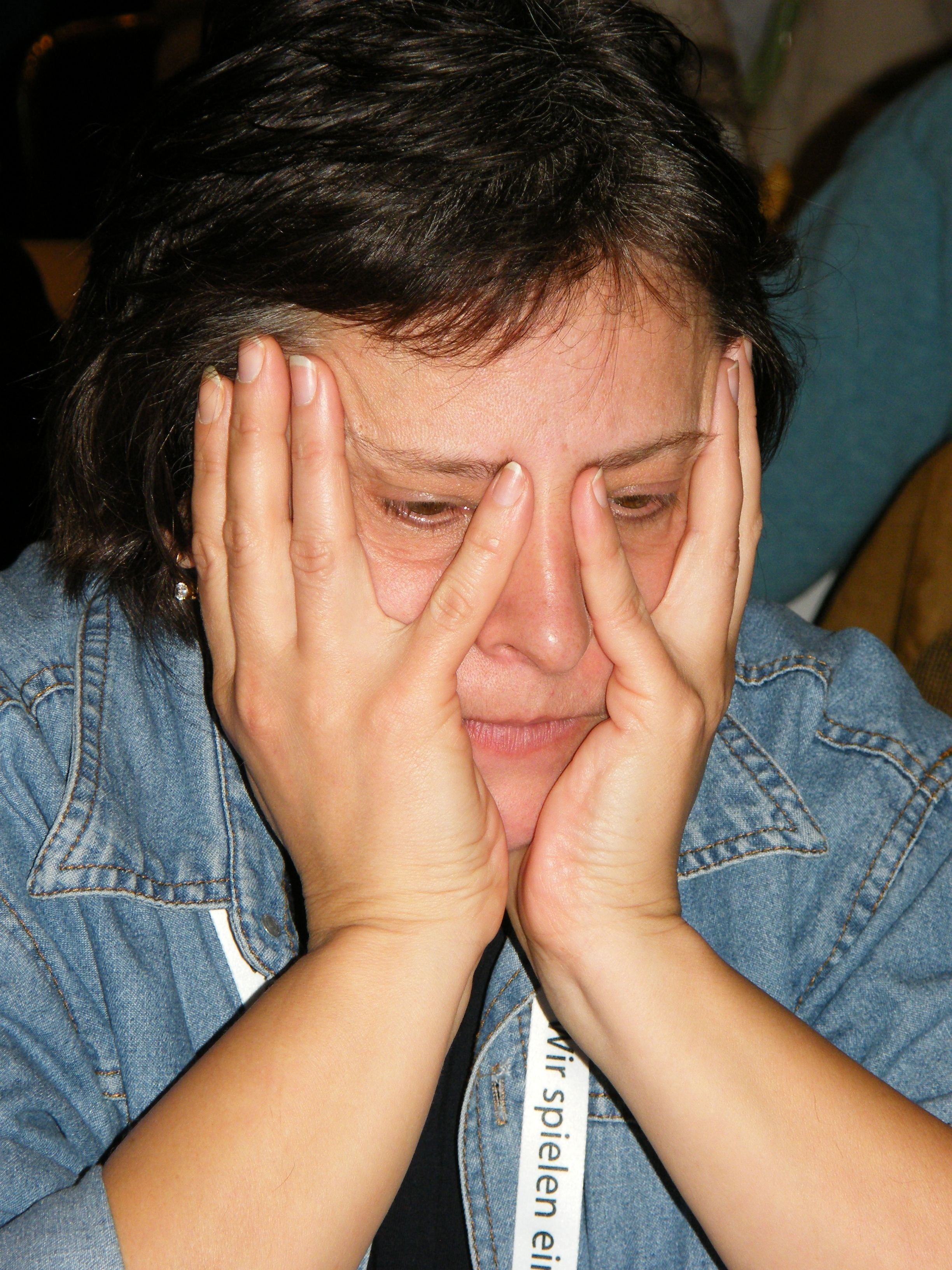
Irina Čeluškina 2008 in Dresden

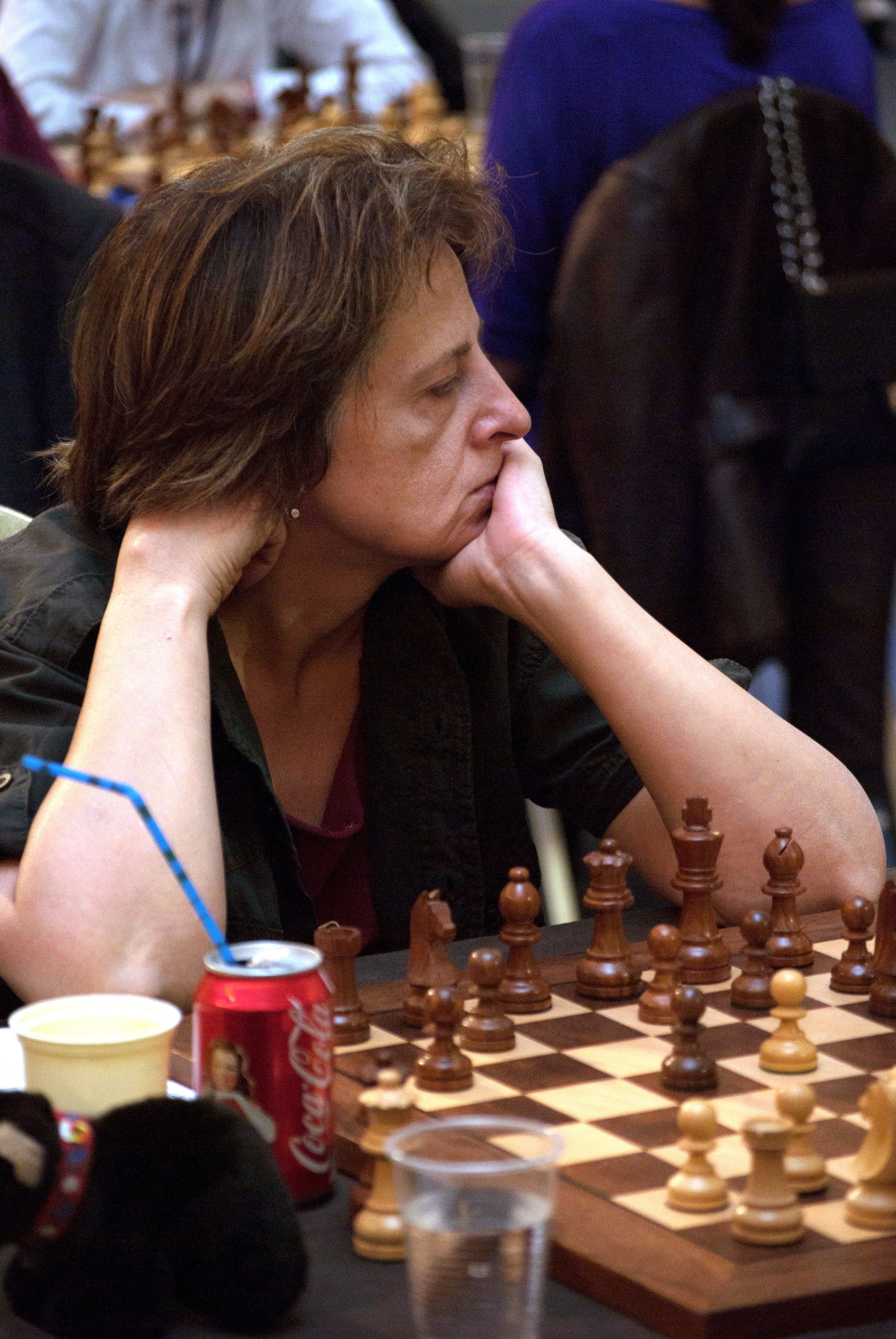
Irina Čeluškina 2011

Irina Čeluškina (ukrainisch Ірина Сергіївна Челушкіна; * 1. Februar  1961 als Iryna Serhijiwna Tscheluschkina in Cherson, Ukrainische SSR; FIDE-Schreibweise Irina Chelushkina) ist eine serbisch-ukrainische Schachspielerin. Sie trägt seit 1992 den Titel Großmeister der Frauen. Sie war Gewinnerin vieler europäischer Frauenturniere und spielte unter der Flagge der Sowjetunion, der Ukraine und vertritt seit 1998 Jugoslawien, später Serbien und Montenegro und jetzt Serbien.

## Leben und Werk
Čeluškina nahm an ukrainischen Jugendwettbewerben teil und trat 1979 in die Schachspezialisierung des Lemberger Instituts für Leibeserziehung ein, wo sie bei dem Trainer Yuri Simkin lernte. Sie spielte 1985 bei dem Wettbewerb in Piotrków Trybunalski, wo sie internationale Meisterin wurde. 1989 gewann Čeluškina die sowjetische Schachmeisterschaft der Frauen.
1990 veröffentlichten Čeluškina und ihr Trainer ein System von Übungstests zur Entwicklung der Zählfähigkeiten, das zu dieser Zeit sehr selten war. Sie nahm an dem Interzonenturnier Asow 1990 und dem Interzonenturnier Subotica 1991 teil. Nach dem Zusammenbruch der UdSSR nahm Čeluškina als Teil der ukrainischen Nationalmannschaft an der Europameisterschaft und den Olympiaden 1992 und 1994 teil. Die FIDE verlieh ihr nach den Ergebnissen des Wettbewerbs von 1992 den Titel des Großmeisters.
In den 1990er Jahren zog sie nach Jugoslawien und 1999 wurde sie erstmals Meisterin des Landes. Seit 2000 spielte sie bei Olympiaden und Europameisterschaften zunächst für die Mannschaft Jugoslawiens, dann für das souveräne Serbien. Für Montenegro und Serbien nahm sie an der Schacholympiade der Frauen 2006 und für Serbien an der  Schacholympiade der Frauen 2008, der Schacholympiade der Frauen 2010 und der  Schacholympiade der Frauen 2016 teil.